# Скарлетс Парк
Скарлетс Парк, који се налази у месту Пембертон, Ланели, у Велсу, је рагби стадион и дом је екипе Скарлетс, која игра се такмичи у Про 12 лиги. Стадион је свечано отворен у новембру 2008., и заменио је стари Стреди Парк, на коме се 130 година играо рагби. Први меч на овом стадиону у купу европских шампиона Скарлетси си одиграли против Алстера 12. децембра 2008. Овај стадион има 14.870 седећих места, а у оквиру спортског комплекса ту су и рагби музеј и рагби продавница.